# Laura Fazliu
Laura Fazliu, née le 28 septembre 2000 à Kosovska Mitrovica (République fédérale de Yougoslavie aujourd'hui au Kosovo), est une judokate kosovare. Elle est double médaillée européenne (2022 et 2023) puis médaillée mondiale et olympique (2024).

## Carrière
Elle commence le judo en 2014.
Laura Fazliu remporte sa première médaille internationale lors des Championnats d'Europe 2022 à Sofia où elle est battue en finale des -63 kg par la Britannique Gemma Howell,. La même année aux Jeux méditerranéens, elle remporte l'or en -63 kg face à l'Espagnole Cristina Cabana Pérez.
Aux Jeux olympiques d'été de 2024, elle est battue par ippon en quart de finale par la Française Clarisse Agbegnenou. Repêchée, elle réussit à monter sur le podium en battant en petite finale la Croate Katarina Krišto.

## Palmarès

### Compétitions internationales
| Date | Compétition           | Lieu        | Place | Catégorie      |
| ---- | --------------------- | ----------- | ----- | -------------- |
| 2022 | Jeux méditerranéens   | Oran        | 1re   | Moins de 63 kg |
| 2022 | Championnats d'Europe | Sofia       | 2e    | Moins de 63 kg |
| 2023 | Championnats d'Europe | Montpellier | 3e    | Moins de 63 kg |
| 2024 | Championnats du monde | Abou Dabi   | 3e    | Moins de 63 kg |
| 2024 | Jeux olympiques       | Paris       | 3e    | Moins de 63 kg |

### Masters mondial, Tournois Grand Chelem et Grand Prix
| Année | Compétition     | Lieu      | Résultat | Catégorie      |
| ----- | --------------- | --------- | -------- | -------------- |
| 2021  | Grand Prix      | Zagreb    | 3e       | Moins de 63 kg |
| 2022  | Masters mondial | Jérusalem | 2e       | Moins de 63 kg |
| 2023  | Grand Chelem    | Tel Aviv  | 3e       | Moins de 63 kg |
| 2023  | Grand Chelem    | Tbilissi  | 2e       | Moins de 63 kg |
| 2023  | Grand Chelem    | Astana    | 3e       | Moins de 63 kg |
| 2023  | Masters mondial | Budapest  | 1re      | Moins de 63 kg |